# Subdivision administrative de Rome
 (juin 2019).

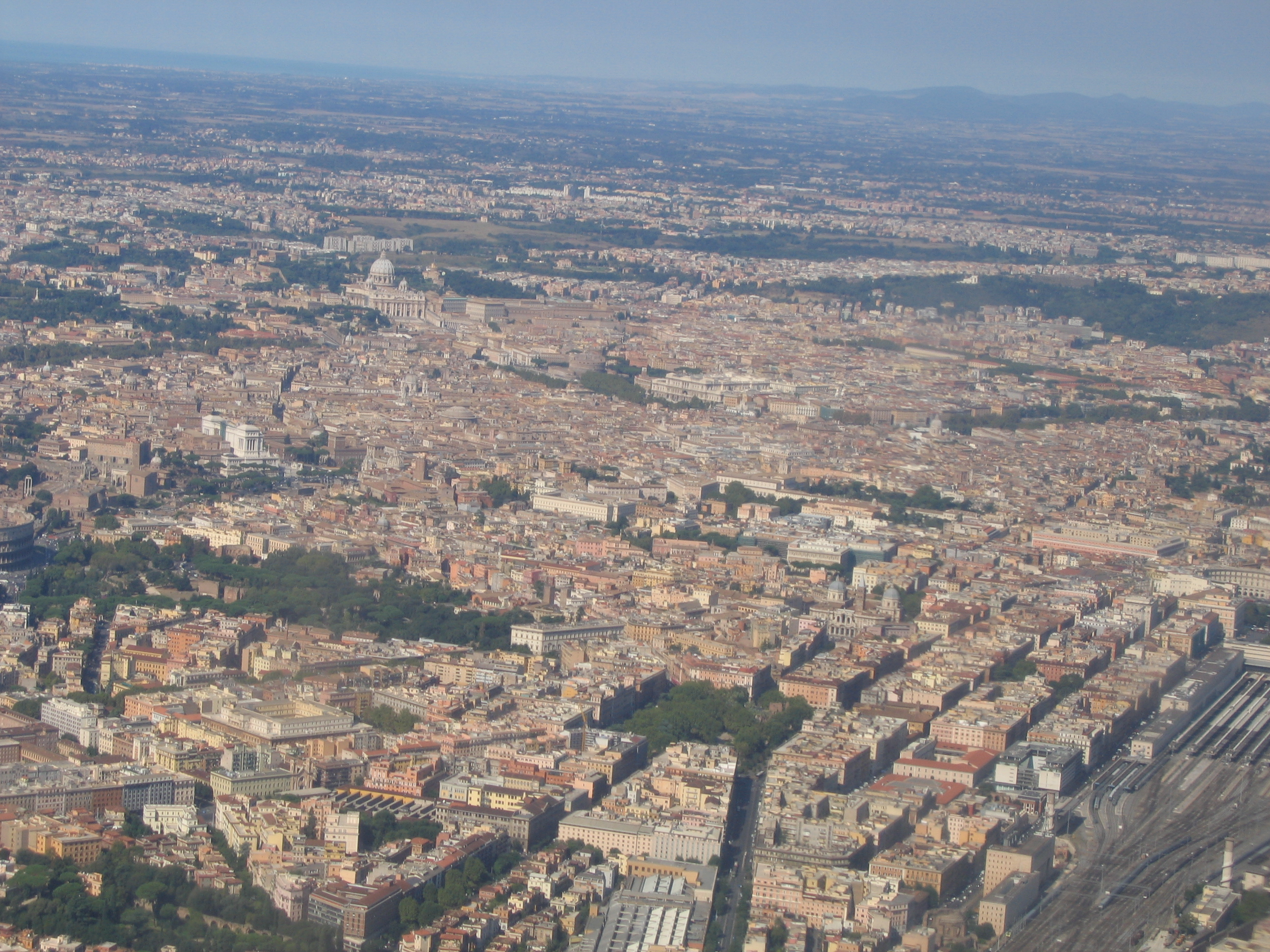
Vue aérienne de Rome vers l'ouest.

Les 1 285 km2 du territoire de la commune de Rome sont divisés selon trois formes : une organisation administrative, une organisation urbanistique, et une organisation toponymique.

## Organisation administrative

### 1992–2013
Le territoire de la commune est divisé en municipalités (municipi, municipio au singulier), comparables aux arrondissements de la ville de Paris. Ils sont au nombre de vingt jusqu'en 1992, date à laquelle le municipio XIV devient la commune autonome de Fiumicino, puis de dix-neuf et enfin de quinze depuis 2013.
| Municipio | Nombre d'habitants (au 31 décembre 2004) | Densité (hab./ha) | Zone urbaine |
| --------- | ---------------------------------------- | ----------------- | --- |

Carte des 19 municipi de Rome (1992-2013).

| I         | 122 634                                  | 85,8              | 1.a - Centro storico, 1.b - Trastevere, 1.c - Aventino, 1.d - Testaccio, 1.e - Esquilino, 1.f - XX Settembre, 1.g - Celio, 1.x - Zona archeologica |
| II        | 124 114                                  | 90,8              | 2.a - Villaggio olimpico, 2.b - Parioli, 2.c - Flaminio, 2.d - Salario, 2.e - Trieste, 2.x - Villa Ada, 2.y - Villa Borghese |
| III       | 55 660                                   | 94,2              | 3.a - Nomentano, 2.b - San Lorenzo, 2.x - Università, 2.y - Verano |
| IV        | 203 325                                  | 20,8              | 4.a - Monte Sacro, 4.b - Val Melaina, 4.c - Monte Sacro Alto, 4.d - Fidene, 4.e - Serpentara, 4.f - Casal Boccone, 4.g - Conca d'Oro, 4.h - Sacco Pastore, 4.i - Tufello, 4.l - Aeroporto dell'Urbe, 4.m - Settebagni, 4.n - Bufalotta, 4.o - Tor San Giovanni                                       |
| V         | 183 761                                  | 37,4              | 5.a - Casal Bertone, 5.b - Casal Bruciato, 5.c - Tiburtino Nord, 5.d - Tiburtino Sud, 5.e - San Basilio, 5.f - Tor Cervara, 5.g - Pietralata, 5.h - Casal de' Pazzi, 5.i - Sant'Alessandrino, 5.l - Settecamini                                                                                      |
| VI        | 129 039                                  | 163,0             | 6.a - Torpignattara, 6.b - Casilino, 6.c - Quadraro, 6.d - Gordiani |
| VII       | 124 297                                  | 65,2              | 7.a - Centocelle, 7.b - Alessandrina, 7.c - Tor Sapienza, 7.d - La Rustica, 7.e - Tor Tre Teste, 7.f - Casetta Mistica, 7.g - C.dir.le Centocelle, 7.h - Omo |
| VIII      | 208 582                                  | 18,4              | 8.a - Torre Spaccata, 8.b - Torre Maura, 8.c - Giardinetti-Tor Vergata, 8.d - Acqua Vergine, 8.e - Lunghezza, 8.f - Torre Angela, 8.g - Borghesiana, 8.h - San Vittorino |
| IX        | 130 520                                  | 161,7             | 9.a - Tuscolano Nord, 9.b - Tuscolano Sud, 9.c - Tor Fiscale, 9.d - Appio, 9.e - Latino |
| X         | 180 938                                  | 46,8              | 10.a - Don Bosco, 10.b - Appio Claudio, 10.c - Quarto Miglio, 10.d - Pignatelli, 10.e - Lucrezia Romana, 10.f - Osteria del Curato, 10.g - Romanina, 10.h - Gregna, 10.i - Barcaccia, 10.l - Morena, 10.x - Ciampino                                                                                 |
| XI        | 138 566                                  | 29,3              | 11.a - Ostiense, 11.b - Valco San Paolo, 11.c - Garbatella, 11.d - Navigatori, 11.e - Tor Marancia, 11.f - Tre fontane, 11.g - Grottaperfetta, 11.x - Appia Antica Nord, 11.y - Appia Antica Sud |
| XII       | 168 705                                  | 9,2               | 12.a - EUR, 12.b - Villaggio Giuliano, 12.c - Torrino, 12.d - Laurentino, 12.e - Cecchignola, 12.f - Mezzocammino, 12.g - Spinaceto, 12.h - Vallerano-Castel di Leva, 12.i - Decima, 12.l - Porta Medaglia, 12.m - Castel Romano, 12.n - Santa Palomba, 12.x - Tor di Valle                          |
| XIII      | 205 300                                  | 13,6              | 13.a - Malafede, 13.b - Acilia Nord, 13.c - Acilia Sud, 13.d - Casal Palocco, 13.e - Ostia Antica, 13.f - Ostia Nord, 13.g - Ostia Sud, 13.h - Castel Fusano, 13.i - Infernetto, 13.x - Castel Porziano                                                                                              |
| XIV       | -                                        | -                 | municipio supprimé en 1992, à la suite de la création de la commune de Fiumicino. |
| XV        | 153 145                                  | 21,6              | 15.a - Marconi, 15.b - Portuense, 15.c - Pian due Torri, 15.d - Trullo, 15.e - Magliana, 15.f - Corviale, 15.g - Ponte Galeria |
| XVI       | 144 740                                  | 19,8              | 16.a - Colli Portuensi, 16.b - Buon Pastore, 16.c - Pisana, 16.d - Gianicolense, 16.e - Massimina, 16.f - Pantano di Grano, 16.x - Villa Pamphili |
| XVII      | 73 496                                   | 131,0             | 17.a - Prati, 17.b - Della Vittorie, 17.c - Eroi |
| XVIII     | 135 583                                  | 19,7              | 18.a - Aurelio Sud, 18.b - Val Cannuta, 18.c - Fogaccia, 18.d - Aurelio Nord, 18.e - Casalotti di Boccea, 18.f - Boccea |
| XIX       | 181 708                                  | 13,8              | 19.a - Medaglie d'Oro, 19.b - Primavalle, 19.c - Ottavia, 19.d - Santa Maria della Pietà, 19.e - Trionfale, 19.f - Pineto, 19.g - Castelluccia, 19.h - Santa Maria di Galeria |
| XX        | 149 910                                  | 8,0               | 20.a - Tor di Quinto, 20.b - Acquatraversa, 20.c - Tomba di Nerone, 20.d - Farnesina, 20.e - Grottarossa Ouest, 20.f - Grottarossa Est, 20.g -Giustiniana, 20.h - La Storta, 20.i - Santa Cornelia, 20.l - Prima Porta, 20.m - Labaro, 20.n - Cesano, 20.o - Polline Martignano, 20.x - Foro Italico |

### Depuis 2013

Carte des 19 municipi de Rome (depuis 2013).

Le tableau ci-dessous synthétise le nombre d'habitants par municipi .
| Municipio      | Superficie (km²) | Population (2023) | Densité (hab./km²) | Localisation |
| -------------- | ---------------- | ----------------- | ------------------ | ------------ |
| Municipio I    | +19,91           | 163 420           | 8 135,54           |              |
| Municipio II   | +13,672          | 164 747           | 8 378,76           |              |
| Municipio III  | +97,82           | 203 396           | 2 074,88           |              |
| Municipio IV   | +49,152          | 168 527           | 3 514,44           |              |
| Municipio V    | +26,98           | 241 165           | 7 889,13           |              |
| Municipio VI   | +113,355         | 242 048           | 2 211,09           |              |
| Municipio VII  | +46,75           | 313 164           | 6 579,35           |              |
| Municipio VIII | +47,292          | 128 048           | 2 715,87           |              |
| Municipio IX   | +183,171         | 183 029           | 998,48             |              |
| Municipio X    | +150,643         | 227 372           | 1 508,33           |              |
| Municipio XI   | +70,875          | 151 479           | 2 119,14           |              |
| Municipio XII  | +73,125          | 139 749           | 1 912,47           |              |
| Municipio XIII | +68,67           | 130 988           | 1 957,06           |              |
| Municipio XIV  | +131,283         | 190 855           | 1 429,13           |              |
| Municipio XV   | +186,705         | 160 313           | 855,89             |              |
| Total          | +1 285,31        | +2 877 215,       | +02 239,           |              |

## Organisation urbanistique
Depuis 1977, les municipalités ont été subdivisées en zones urbanistiques. Il y en a actuellement[Quand ?] 155 répertoriées.

## Organisation toponymique et historique
La commune de Rome est composée de 116 comprensori, ainsi répartis :
- 22 rioni (rione au singulier, « quartiers historiques ») ;
- 35 quartieri (quartiere au singulier, « quartiers plus récents ») ;
- 6 suburbi (suburbio au singulier, « quartiers suburbains ») ;
- 53 zones constituant l'Agro Romano.

### Rioni

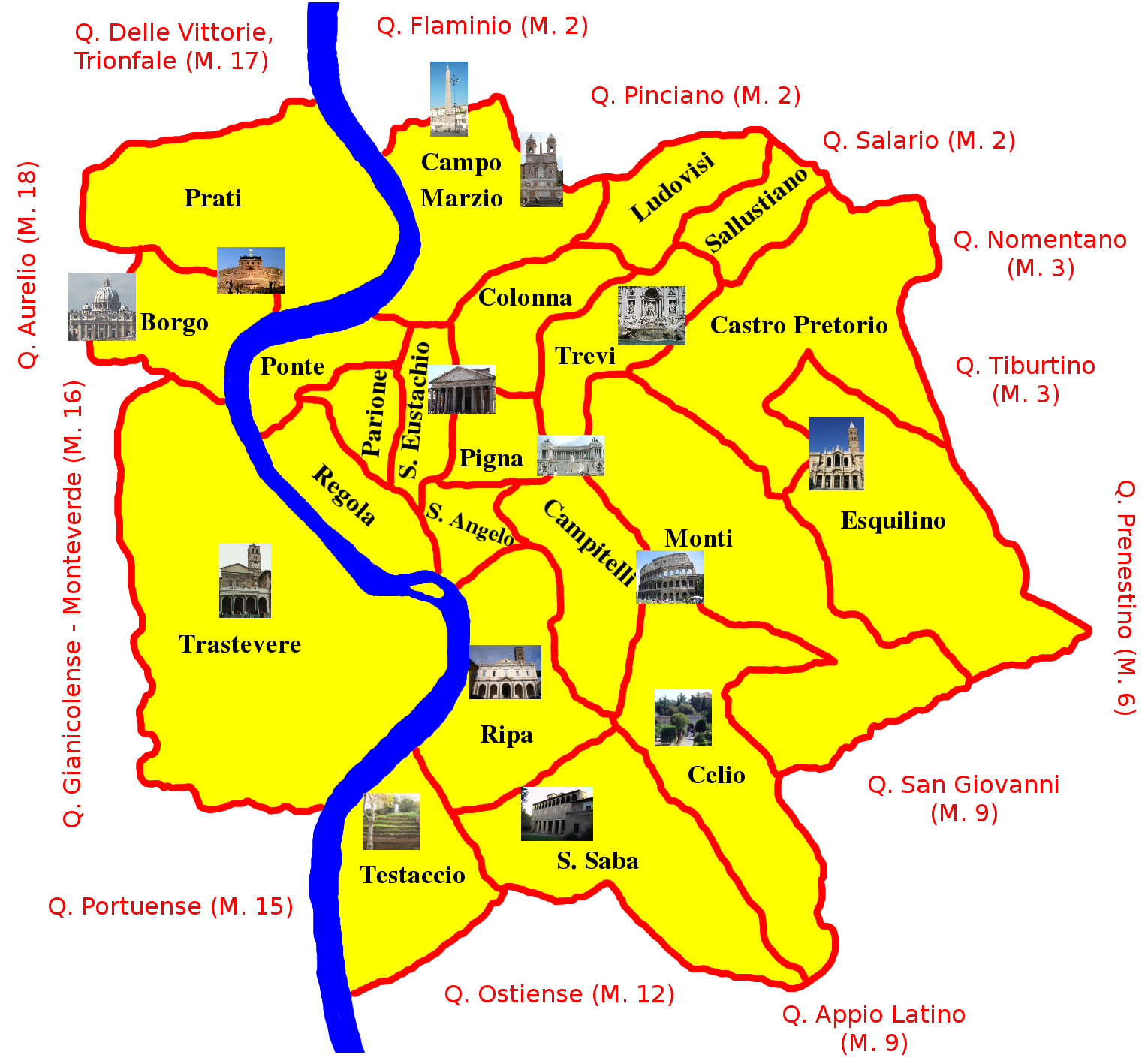
Carte du centre historique de Rome avec ses 22 rioni.

Les rioni (rione, au singulier) désignent les quartiers situés dans le centre historique de la ville (municipio I), à l'intérieur de l'enceinte du mur d'Aurélien, à l'exception de ceux de Borgo et Prati (ce dernier étant le plus récent de tous). Ils sont désignés par la lettre R et une numération romaine :
- R. I - Monti
- R. II - Trevi
- R. III - Colonna
- R. IV - Campo Marzio
- R. V - Ponte
- R. VI - Parione
- R. VII - Regola
- R. VIII - Sant'Eustachio
- R. IX - Pigna
- R. X - Campitelli
- R. XI - Sant'Angelo
- R. XII - Ripa
- R. XIII - Trastevere
- R. XIV - Borgo
- R. XV - Esquilino
- R. XVI - Ludovisi
- R. XVII - Sallustiano
- R. XVIII - Castro Pretorio
- R. XIX - Celio
- R. XX - Testaccio
- R. XXI - San Saba
- R. XXII - Prati

### Quartieri
Depuis la création du dernier « rione » de Prati le 20 août 1921, 35 quartiers plus récents[Quand ?], les « quartieri » (quartiere au singulier), ont été constitués, tous situés à l'extérieur de l'enceinte du mur d'Aurélien. Ils sont désignés par la lettre Q et une numération romaine.
| N°      | Nom du quartiere | N°       | Nom du quartiere    | N°        | Nom du quartiere      | N°       | Nom du quartiere      | N°      | Nom du quartiere      |
| Q. I    | Flaminio         | Q. II    | Parioli             | Q. III    | Pinciano              | Q. IV    | Salario               | Q. V    | Nomentano             |
| Q. VI   | Tiburtino        | Q. VII   | Prenestino-Labicano | Q. VIII   | Tuscolano             | Q. IX    | Appio-Latino          | Q. X    | Ostiense              |
| Q. XI   | Portuense        | Q. XII   | Gianicolense        | Q. XIII   | Aurelio               | Q. XIV   | Trionfale             | Q. XV   | Della Vittoria        |
| Q. XVI  | Monte Sacro      | Q. XVII  | Trieste             | Q. XVIII  | Tor di Quinto         | Q. XIX   | Prenestino-Centocelle | Q. XX   | Ardeatino             |
| Q. XXI  | Pietralata       | Q. XXII  | Collatino           | Q. XXIII  | Alessandrino          | Q. XXIV  | Don Bosco             | Q. XXV  | Appio Claudio         |
| Q. XXVI | Appio-Pignatelli | Q. XXVII | Primavalle          | Q. XXVIII | Monte Sacro Alto      | Q. XXIX  | Ponte Mammolo         | Q. XXXe | San Basilio           |
| Q. XXXI | Giuliano-Dalmata | Q. XXXII | Europa              | Q. XXXIII | Lido di Ostia Ponente | Q. XXXIV | Lido di Ostia Levante | Q. XXXV | Lido di Castel Fusano |

Les trois derniers quartieri, situés à Ostie (Q. XXXIII, Q XXXIV et  XXXV) sont dénommés quartieri marini (quartiers marins).

### Suburbi
Il existe 6 suburbi (suburbio au singulier), des quartiers suburbains désignés par la lettre S.
| N°    | Nom du suburbio | N°     | Nom du suburbio | N°      | Nom du suburbio |
| S. I  | Tor di Quinto   | S. VII | Portuense       | S. VIII | Gianicolense    |
| S. IX | Aurelio         | S. X   | Trionfale       | S. XI   | Della Vittoria  |

### Zones de l'Agro Romano
L'Agro Romano, la campagne romaine, est un territoire faiblement urbanisé qui est subdivisé en 59 zones. Celles marquées d'un astérisque (*) sont passées sous la juridiction de la commune de Fiumicino depuis la création de celle-ci en 1992. Seule une petite partie de Maccarese Nord (Z. XLIII) est restée intégrée à la commune de Rome. Elles sont désignées par la lettre Z et une numération romaine.
| N°        | Nom de la zone         | N°        | Nom de la zone    | N°       | Nom de la zone     | N°        | Nom de la zone        |
| Z. I      | Val Melaina            | Z. II     | Castel Giubileo   | Z. III   | Marcigliana        | Z. IV     | Casal Boccone         |
| Z. V      | Tor San Giovanni       | Z. VI     | Settecamini       | Z. VII   | Tor Cervara        | Z. VIII   | Tor Sapienza          |
| Z. IX     | Acqua Vergine          | Z. X      | Lunghezza         | Z. XI    | San Vittorino      | Z. XII    | Torre Spaccata        |
| Z. XIII   | Torre Angela           | Z. XIV    | Borghesiana       | Z. XV    | Torre Maura        | Z. XVI    | Torrenova             |
| Z. XVII   | Torre Gaia             | Z. XVIII  | Capannelle        | Z. XIX   | Casal Morena       | Z. XX     | Aeroporto di Ciampino |
| Z. XXI    | Torricola              | Z. XXII   | Cecchignola       | Z. XXIII | Castel di Leva     | Z. XXIV   | Fonte Ostiense        |
| Z. XXV    | Vallerano              | Z. XXVI   | Castel di Decima  | Z. XXVII | Torrino            | Z. XXVIII | Tor de' Cenci         |
| Z. XXIX   | Castel Porziano        | Z. XXXe   | Castel Fusano     | Z. XXXI  | Mezzocammino       | Z. XXXII  | Acilia Nord           |
| Z. XXXIII | Acilia Sud             | Z. XXXIV  | Casal Palocco     | Z. XXXV  | Ostia Antica       | Z. XXXVI  | Isola Sacra (*)       |
| Z. XXXVII | Fiumicino (*)          | Z.XXXVIII | Fregene (*)       | Z. XXXIX | Tor di Valle       | Z. XL     | Magliana Vecchia      |
| Z. XLI    | Ponte Galeria          | Z. XLII   | Maccarese Sud (*) | Z. XLIII | Maccarese Nord (*) | Z. XLIV   | La Pisana             |
| Z. XLV    | Castel di Guido        | Z. XLVI   | Torrimpietra (*)  | Z. XLVII | Palidoro (*)       | Z. XLVIII | Casalotti             |
| Z. XLIX   | Santa Maria di Galeria | Z. L      | Ottavia           | Z. LI    | La Storta          | Z. LII    | Cesano                |
| Z. LIII   | Tomba di Nerone        | Z. LIV    | La Giustiniana    | Z. LV    | Isola Farnese      | Z. LVI    | Grottarossa           |
| Z. LVII   | Labaro                 | Z. LVIII  | Prima Porta       | Z. LIX   | Polline Martignano | -         | -                     |